# Regeringen Löfven I
Regeringen Löfven I var Sveriges regering fra 2014 til 2019, hvor regeringen blev afløst af Regeringen Löfven II. 
Det var en mindretalsregering, hvor Socialdemokraterne var regeringens største parti, mens Miljöpartiet de Gröna var det lille parti.
Regeringen Löfven blev dannet den 3. oktober 2014. Det var 19 dage efter rigsdagsvalget den 14. september 2014.
Blot to måneder efter sin dannelse måtte regeringen imidlertid konstatere, at den kom i mindretal om sit finanslovsforslag, hvorfor statsminister Stefan Löfven den 3. december 2014 udskrev nyvalg.
Löfven fandt dog en udvej og fortsatte.

## Ministre
Regeringens ledende ministre var:
- Stefan Löfven, statsminister, socialdemokrat.
- Åsa Romson, vicestatsminister samt minister for klima og miljø, Miljöpartiet de Gröna. Udtrådte af regeringen den 25. maj 2016.
- Margot Wallström, udenrigsminister, tidligere næstformand for Europa-Kommissionen, socialdemokrat.
- Magdalena Andersson, finansminister, socialdemokrat.
- Isabella Lövin, bistands- og ulandsminister, tidligere medlem af Europa-Parlamentet, Miljöpartiet de Gröna. Desuden vicestatsminister fra den 25. maj 2016.
- Peter Eriksson, boligminister, tidligere medlem af Europa-Parlamentet, Miljöpartiet de Gröna.